# Fotomorfogénese
Diferença entre a luz da fotossíntese e a luz que dá forma à planta.
A luz tem um papel extremamente importante na morfogénese das plantas. Os cloroplastos desenvolvem-se a partir de proplastídeos e sob a ação da luz. Os proplastídeos estão presentes em todas as células vegetais, mas o seu amadurecimento e sua coloração verde dependem da constituição genética do cloroplasto e da célula que o abriga, da diferenciação celular e da existência de luz.
As plantas que crescem no escuro são pálidas (de cor amarelada ou esbranquiçada), alongadas, têm folhas pequenas, e, no caso de algumas dicotiledôneas, caules que se encurvam formando um gancho na ponta; qualquer planta crescida no escuro também terá caules finos e alongados. Uma planta com tais características é denominada estiolada. Se expostas à luz, as plantas passam a alongar-se menos, e as suas folhas expandem-se e endireitam o gancho. Estas respostas envolvem o fitocromo. O desdobramento da folha é induzido pela luz vermelha (red) e inibido pela luz mais-vermelha (far-red).
O pigmento que induz a abertura e fecho de algumas flores, em tempos específicos durante o dia, é o fitocromo. Ele também é responsável pela abscisão de folhas, indução de dormência e alongamento do caule, no caso das plantas de roseta.